# Макаренко, Евгений Михайлович
Евге́ний Миха́йлович Мака́ренко (род. 10 октября 1975, Нижневартовск) — российский боксёр-любитель, капитан сборной команды России по боксу, многократный чемпион мира и Европы, член олимпийской сборной России на летних Олимпийских играх 2004 года, Сопредседатель Тюменского Регионального совета сторонников.

## Биография
Евгений Макаренко родился 10 октября 1975 года в Нижневартовске. В детстве пробовал себя в разных видах спорта, в том числе в биатлоне, баскетболе, плавании, борьбе, но в конечном счёте сделал выбор в пользу бокса. Серьёзно занимался боксом начиная с десятилетнего возраста, проходил подготовку в местной секции под руководством Василия Васильевича Вольфа, который стал для него и тренером, и психологом, и педагогом, и другом.
Впервые заявил о себе ещё в 1991 года, став финалистом первенства СССР среди старших юношей в Волгограде. В 1993 году вошёл в состав российской национальной сборной и одержал победу на молодёжном первенстве Европы в Греции. В 1994 году впервые выиграл взрослый чемпионат России, победив в финале титулованного Игоря Кшинина.
Первого серьёзного успеха на взрослом международном уровне добился в сезоне 1998 года, когда побывал на чемпионате Европы в Минске и привёз оттуда награду бронзового достоинства, выигранную в перовой тяжёлой весовой категории — единственное поражение потерпел на стадии полуфиналов от итальянца Джакоббе Фрагомени, который в итоге и стал победителем этих соревнований. В 2001 году Макаренко был лучшим на чемпионате мира в Белфасте, затем в следующем сезоне взял золото на домашнем европейском первенстве в Перми. В 2003 году одержал победу на чемпионате мира в Бангкоке, став первым россиянином, кому удалось выиграть мировое первенстве дважды подряд.
В 2004 году Евгений Макаренко добавил в послужной список золотую медаль, добытую на чемпионате Европы в Пуле, и благодаря череде удачных выступлений удостоился права защищать честь страны на летних Олимпийских играх в Афинах. На Олимпиаде, тем не менее, попасть в число призёров не смог — после победы 30:18 над сильным кубинцем Йоаном Пабло Эрнандесом, в четвертьфинале попал на будущего олимпийского чемпиона Андре Уорда и уступил ему со счётом 16:23.
Впоследствии Макаренко ещё в течение некоторого времени оставался в основном составе российской национальной сборной и продолжал выступать на крупнейших международных турнирах. Так, в 2005 году он боксировал на Кубке мира в Москве, где вместе с российской командой завоевал "золото", победив в финале представителя Кубы Исмайкеля Переса. За выдающиеся спортивные достижения удостоен почётного звания «Заслуженный мастер спорта России».
В 2002 году окончил Нижневартовский государственный педагогический институт, позже защитил степень кандидата педагогических наук в Национальном государственном университете физической культуры, спорта и здоровья имени П. Ф. Лесгафта. После завершения спортивной карьеры работал тренером по боксу. В период 2006—2011 годов избирался депутатом Думы города Нижневартовска. С декабря 2011-го — депутат Тюменской областной Думы.